# Калининский район (Челябинск)
Кали́нинский райо́н — один из семи внутригородских районов города Челябинска. Расположен в центральной и западной частях города. Площадь района в современных границах, с 2008 года 48 км². Численность населения  204,1 тыс. человек.
Главой района является Владимир Валентинович Шамне.

## История
Территория района заселялась с первых лет его существования. Об этом говорят планы города 1768—1784 гг.: за рекой Миасс указана застройка. Судя по документам, заречная часть города стала заселяться при закладке крепости. При этом выделение её в самостоятельную часть начинается с 1768 года, когда была освящена Никольская церковь. В 1894 году на территории района проложили железную дорогу в Екатеринбург. Справочник В. Весновского «Весь Челябинск» (1909) включал Заречный район, в который вошла 21 улица. В начале XX века на Семеновской горке появился военный городок из красного кирпича — Красные казармы, в которых до 2010 года размещалось Челябинское высшее военное автомобильное командно-инженерное училище им. П.А. Ротмистрова, ныне учебный центр сержантского состава Министерства обороны России.
В 1960 году Заречье вошло в Центральный район, но уже тогда решался вопрос о застройке Северо-Запада. До 1960—1970 гг. действовал посёлок Кирсараи.
Район был образован 9 декабря 1970 года согласно указу Президиума Верховного Совета РСФСР за счет разукрупнения Центрального и Советского районов. Был назван в честь первого председателя Президиума ЦИК СССР Михаила Калинина. Именно этот район является самым большим в городе по численности населения. На современной карте города район расположился вытянутым с востока на запад поясом длиной свыше 18 км и площадью около 48 км². В состав района входят жилые массивы, ограниченные проспектом Победы и рекой Миасс. Восточная часть района с её промышленными зонами словно уравновешивается спальным Северо-Западным районом с рощицами белоствольных берёз.
14 апреля 1999 года Челябинской городской думой утверждены современные границы района.
Через район проходят дороги на Уфу, Курган, Екатеринбург, более 130 улиц и переулков, проспект Победы, который является самой длинной улицей в Челябинске. Главные транспортные артерии района: просп. Победы, ул. Кирова, ул. Братьев Кашириных, Свердловский проспект, ул. Чичерина, ул. Молодогвардейцев, Российская ул.

## Население
| 1979     | 1989     | 2002     | 2005     | 2006     | 2007     | 2008     |
| -------- | -------- | -------- | -------- | -------- | -------- | -------- |
| 209 740  | ↘200 274 | ↗203 912 | ↗209 690 | ↗210 221 | ↗211 306 | ↗211 957 |
| 2009     | 2010     | 2011     | 2012     | 2013     | 2014     | 2015     |
| ↘206 666 | ↗214 647 | ↗214 797 | ↗215 859 | ↗216 260 | ↗217 091 | ↗219 331 |
| 2016     | 2017     | 2018     | 2019     | 2020     | 2021     | 2023     |
| ↗222 011 | ↗224 391 | ↗225 318 | ↗226 227 | ↗228 468 | ↗228 547 | ↗228 656 |

## Здравоохранение
- ГБУЗ «Областная клиническая больница № 3»,
- ГБУЗ «Городская клиническая больница № 5 г. Челябинск»,
- ГБУЗ «Станция скорой медицинской помощи г. Челябинск»,
- ГБУЗ «Городская детская поликлиника № 4 г. Челябинск».
- ГБУЗ «Детская городская больница № 5 г. Челябинск»,
- ГБУЗ «Городская детская поликлиника № 8 г. Челябинск»,
- ГБУЗ «Стоматологическая поликлиника № 1 г. Челябинск»,
- ООО «Полимедика Челябинск».

## Культура
- Челябинский государственный областной театр кукол им. В. Вольховского,
- зал органной и камерной музыки «Родина»,
- Челябинский государственный цирк,
- парк культуры и отдыха Калининского района,
- сквер им. Челюскинцев,
- детская художественная школа искусств,
- детская школа искусств № 2,
- центр развития творчества детей и юношества «Победа»,
- центр внешкольной работы «Радуга»,
- центр детского творчества «Гармония»,
- музей истории трудовой славы ЧЭМК.

### Библиотеки района
- Челябинская областная библиотека для молодежи,
- детская библиотека № 6 им. А. П. Гайдара,
- библиотека «De Visu» № 8,
- детская библиотека № 16,
- библиотека семейного чтения № 17 им. В. Н. Гусарова,
- библиотека № 25.

## Промышленные предприятия
- Челябинская ГРЭС,
- Челябинский абразивный завод.
- Челябинский электрометаллургический комбинат.

## Улицы
К протяжённым улицам Калининского района относятся:
- проспект Победы,
- Свердловский проспект,
- Братьев Кашириных,
- Кирова,
- Каслинская.